# Veronica Mars (televíziós sorozat)
A Veronica Mars amerikai televíziós sorozat, melyet a UPN televíziós csatorna mutatott be 2004. szeptember 22-én. A sorozat színehelye egy fiktív tengerparti város, címszereplője pedig Veronica Mars, aki tanulmányai mellett besegít apja magánnyomozói irodájában.
A sorozatot Magyarországon is bemutatták, 2007. április 7-én kezdte sugározni a Viasat 3, majd 2009 nyarán az utolsó epizódokat is levetítették. Az Egyesült Államokban a sorozat három éven át futott, a harmadik évadot már a UPN jogutódja, a The CW sugározta.
A sorozat alkotója, Rob Thomas eredetileg fiataloknak szóló detektívregényt akart írni, ahol a főszereplő a sorozattal ellentétben férfi lett volna, ez az ötlet vezetett később Veronica Mars karakterének megtalálásához. A sorozat egyszerű struktúrát követ, az epizódokban Veronica különböző ügyekben nyomoz, mindeközben titokban pedig egy egész évadon átívelő rejtély megoldásán is dolgozik. Ez a formátum a harmadik évadtól némileg módosult, bár az epizódok szerves részét továbbra is a nyomozások képezik, a csatorna kérésére több megoldásra váró rejtély is szerepel a történet során.
Bár a nézettségi adatok gyengének bizonyultak, a sorozat szinte csak pozitív visszajelzéseket kapott a sajtótól. Tucatnyi díj és jelölés mellett a Veronica Marsot az Amerikai Filmintézet 2005-ben a legjobb televíziós műsornak választotta meg. Mindezek ellenére, a csökkenő nézettség és a magas gyártási költségek miatt a sorozatot 2007-ben a The CW törölte programjáról. Három évados sugárzása során 64 epizódot forgattak a sorozatból, melyet több országban is bemutattak.
2019-ben a sorozat 8 új epizóddal tért vissza. Bell az Instagramján jelentette be, hogy a Hulu megrendelte az epizódokat.

## Cselekmény
|  | Alább a cselekmény részletei következnek! |

### Első évad: 2004 – 2005
A sorozat egy gimnazista lányról, Veronica Marsról szól, aki egy fiktív dél-kaliforniai városban, Neptune-ban él. Veronica átlagos tinédzser, a megyei seriff, Keith Mars lánya, egy nap azonban fenekestül felfordul az élete; meggyilkolják legjobb barátnőjét, Lilly Kane-t, Keith pedig nem mást vádol a gyilkossággal, mint Lilly apját, a multimilliárdos üzletember, szoftveróriás Jake Kane-t. Neptune városa hirtelen reflektorfénybe kerül; mivel Keith egy köztiszteletben álló családapát vádol a gyilkossággal, ez kiváltja a helyiek rosszallását, mindenki Keith ellen fordul, az események pedig a Mars-családot is tönkreteszik. Minden megváltozik, Keith elveszti a soron következő seriff-választást, Veronica anyja, Lianne pedig alkoholistává válik, s lelép otthonról. Veronica többé már nem tartozik a város gazdag gyermekeinek csapatához (a 90909-es körzetben lakó befolyásos szülők gyermekei), ezért szabadidejében inkább apjának segít új nyomozóirodájában, és közben igyekszik rájönni, hogy valójában ki is ölte meg Lillyt.

### Második évad
A második évad két új eset bemutatásával kezdődik: egy autóbusz balesetben Veronica néhány osztálytársa és Felix Toombs motoros bandatag meghalnak. Az iskolabuszon utazó hat Neptune High-ba járó diák és egy tanár szakadékba zuhannak, az utasok közül egy marad csak életben. Veronica, akinek a buszon kellett volna lennie, megpróbálja kideríteni, hogy miért zuhant le a busz. Logan verekedik Weevillel és a motorosokkal, őt vádolják Toombs halálával.

## Szereplők
Főszereplők:
| Szerep                       | Színész          | Magyar hang      |
| ---------------------------- | ---------------- | ---------------- |
| Veronica Mars                | Kristen Bell     | Molnár Ilona     |
| Logan Echolls                | Jason Dohring    | Előd Botond      |
| Wallace Fennel               | Percy Daggs III  | Molnár Levente   |
| Dick Casablancas             | Ryan Hansen      | Kisfalusi Lehel  |
| Cassidy „Beaver” Casablancas | Kyle Gallner     | Hamvas Dániel    |
| Cindy „Mac” Mackenzie        | Tina Majorino    | Simonyi Piroska  |
| Eli „Weevil” Navarro         | Francis Capra    | Moser Károly     |
| Eli „Weevil” Navarro         | Francis Capra    | Turi Bálint      |
| Keith Mars                   | Enrico Colantoni | Juhász György    |
| Duncan Kane                  | Teddy Dunn       | Seszták Szabolcs |
| Parker Lee                   | Julie Gonzalo    | Vadász Bea       |
| Jackie Cook                  | Tessa Thompson   | Czető Zsanett    |
| Don Lamb                     | Michael Muhney   | Seder Gábor      |
| Stosh „Piz” Piznarski        | Chris Lowell     | Pálmai Szabolcs  |

## Epizódok
| Évad | Évad | Epizódok | Eredeti sugárzás     | Eredeti sugárzás | Eredeti adó | Magyar sugárzás     | Magyar sugárzás     | Magyar adó |
| Évad | Évad | Epizódok | Évadpremier          | Évadfinálé       | Eredeti adó | Évadpremier         | Évadfinálé          | Magyar adó |
| ---- | ---- | -------- | -------------------- | ---------------- | ----------- | ------------------- | ------------------- | ---------- |
|      | 1    | 22       | 2004. szeptember 22. | 2005. május 10.  | UPN         | 2007. április 7.    | 2007. szeptember 1. | Viasat 3   |
|      | 2    | 22       | 2005. szeptember 28. | 2006. május 9.   | UPN         | 2008. augusztus 24. | 2009. január 25.    | Viasat 3   |
|      | 3    | 20       | 2006. október 3.     | 2007. május 22.  | The CW      | 2009. július 1.     | 2009. július 28.    | Viasat 3   |
|      | 4    | 8        | 2019. július 19.     | 2019. július 19. | Hulu        | 2020. október 4.    | 2020. november 29.  | Cool TV    |

## A hazai DVD megjelenés

### A teljes első évad
Magyarországon a Veronica Mars 1. évad a Fórum Home Entertainment Hungary kiadásában jelent meg, 2008. április 14-én.
|  | Technikai adatok - 22 rész - 6 lemez - vékony (slim) tok, 3x2 lemez - Hangok: angol (Dolby Digital 2.0), magyar (Dolby Digital 2.0), spanyol (Dolby Digital 2.0), francia (Dolby Digital 2.0), német (Dolby Digital 2.0), olasz (Dolby Digital 2.0) - Feliratok: magyar, angol, dán, finn, francia, holland, német, norvég, olasz, portugál, spanyol, svéd Extrák - Bővített jelenetek - Az első epizód kibővített változata sosem látott nyitójelenettel - Kimaradt jelenetek - (kb. 22 p.) |

### A teljes második évad
A Veronica Mars 2. évad a Pro Video Film & Distribution Kft. kiadásában jelent meg, 2010. június 23-án.
|  | Technikai adatok - 891 perc játékidő - 6 lemez - vékony (slim) tok, 3x2 lemez - Hangok: magyar (2S), angol (2.0), francia (2.0), német (2.0), olasz (2.0), spanyol (2.0) - Feliratok: magyar, finn, francia, holland, német, norvég, olasz, portugál, spanyol, svéd - Halláskárosultaknak: angol, német, olasz - Korhatár: Tizenkét éven aluliak számára a megtekintése nagykorú felügyelete mellett ajánlott. Extrák - Kimaradt jelenetek - Két kisfilm - Egy nap a forgatáson Veronica Marsszal; Veronica Mars: Egy csöppet sem átlagos tini detektív - Bakiparádé |